# Blauensee (Naturschutzgebiet)
Das Gebiet Blauensee ist ein mit Verordnung vom 20. Februar 1970 des Regierungspräsidiums Südwürttemberg-Hohenzollern ausgewiesenes Naturschutzgebiet (NSG-Nummer 4.045) im Südosten der baden-württembergischen Gemeinde Waldburg im Landkreis Ravensburg in Deutschland.

## Lage und Beschreibung
Das rund 30 Hektar große Naturschutzgebiet Blauensee befindet sich am Übergang der Naturräume Oberschwäbisches Hügelland und Westallgäuer Hügelland. Es liegt etwa 1,5 Kilometer südöstlich der Waldburger Ortsmitte auf einer Höhe von rund 663 m ü. NN und umfasst im Wesentlichen einen verlandeten See, der sich im Flachmoorstadium befindet, stellenweise bereits Zwischenmoorstadium erreicht hat, und eine der landschaftlichen Vielfalt entsprechend reiche Flora. Der südwestliche Teil des Schutzgebiets grenzt an das Naturschutzgebiet Scheibensee.
Das gesamte Gebiet wird durch den Edensbach und über die Haslach in die Untere Argen entwässert.

## Flora und Fauna

### Flora

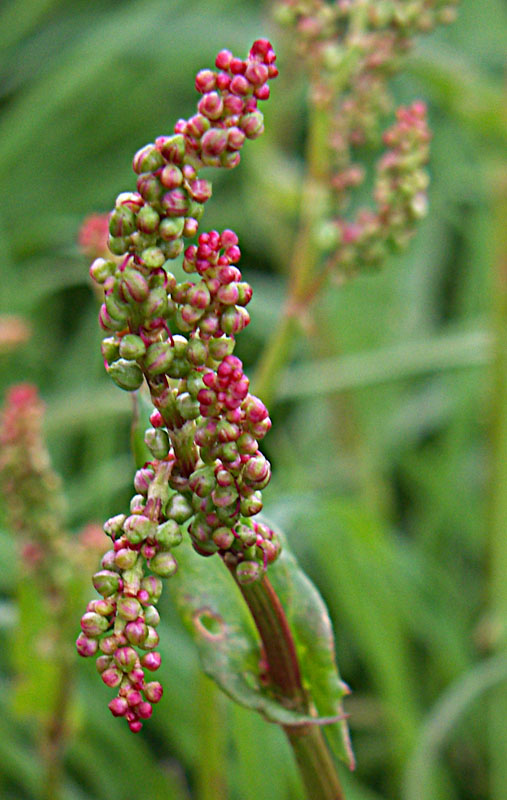
Wiesen-Sauerampfer

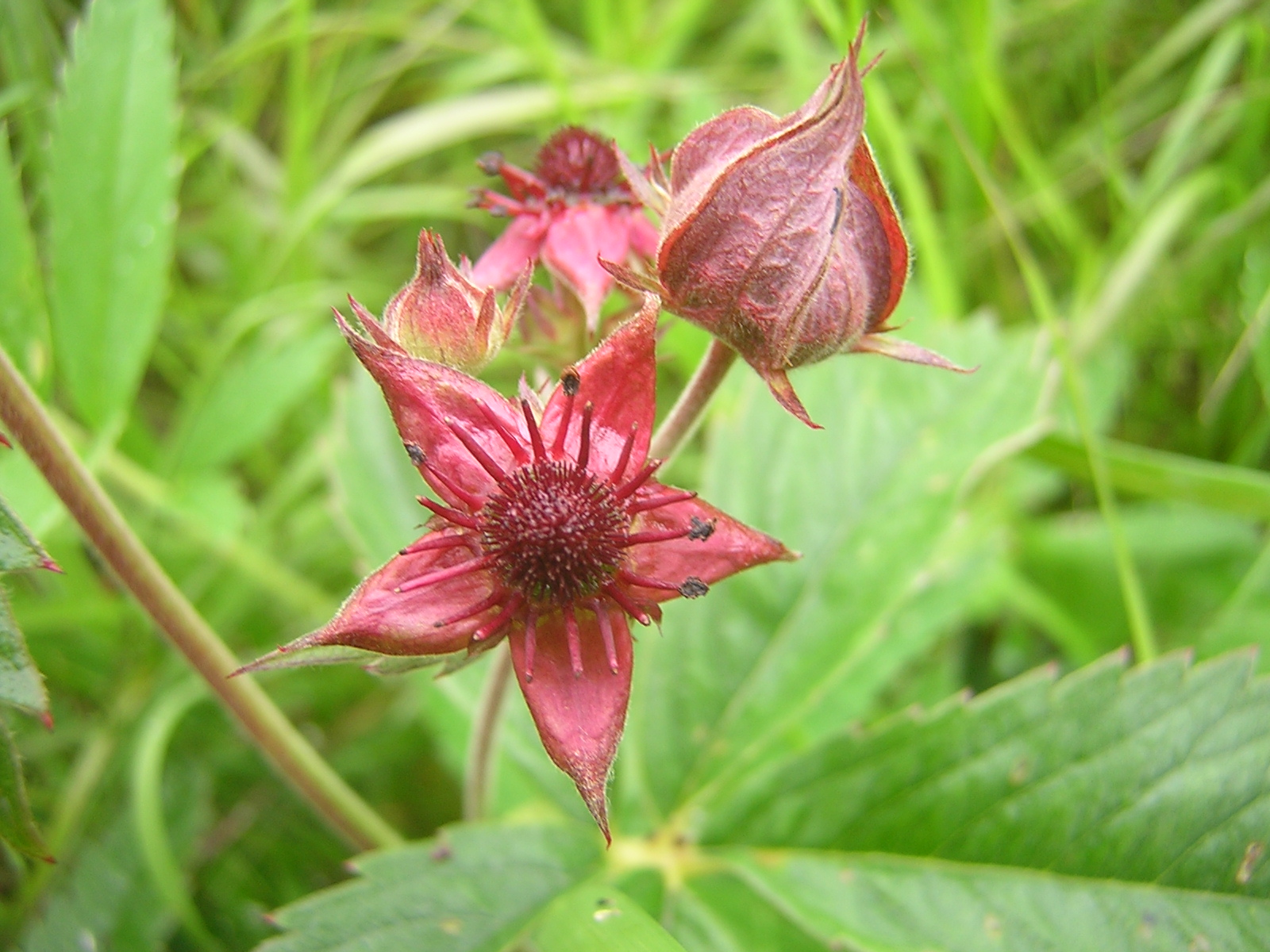
Sumpf-Blutauge

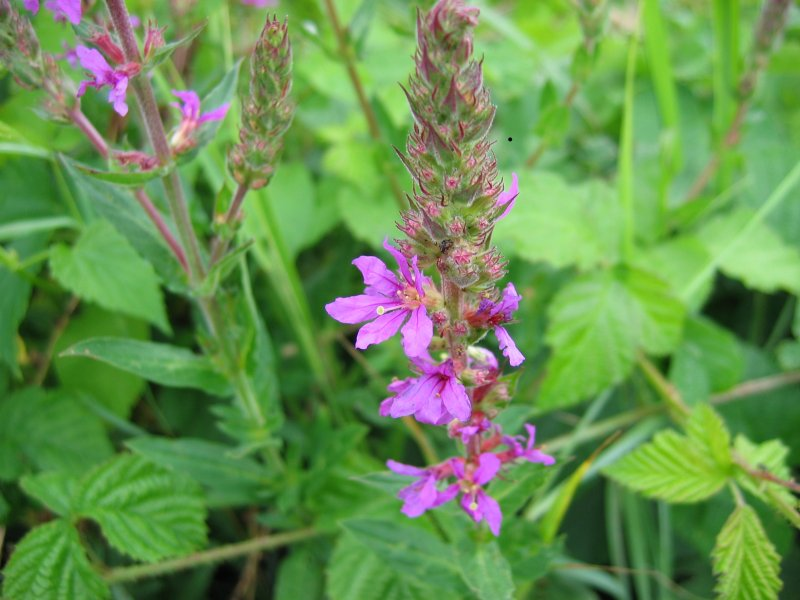
Gewöhnlicher Blutweiderich

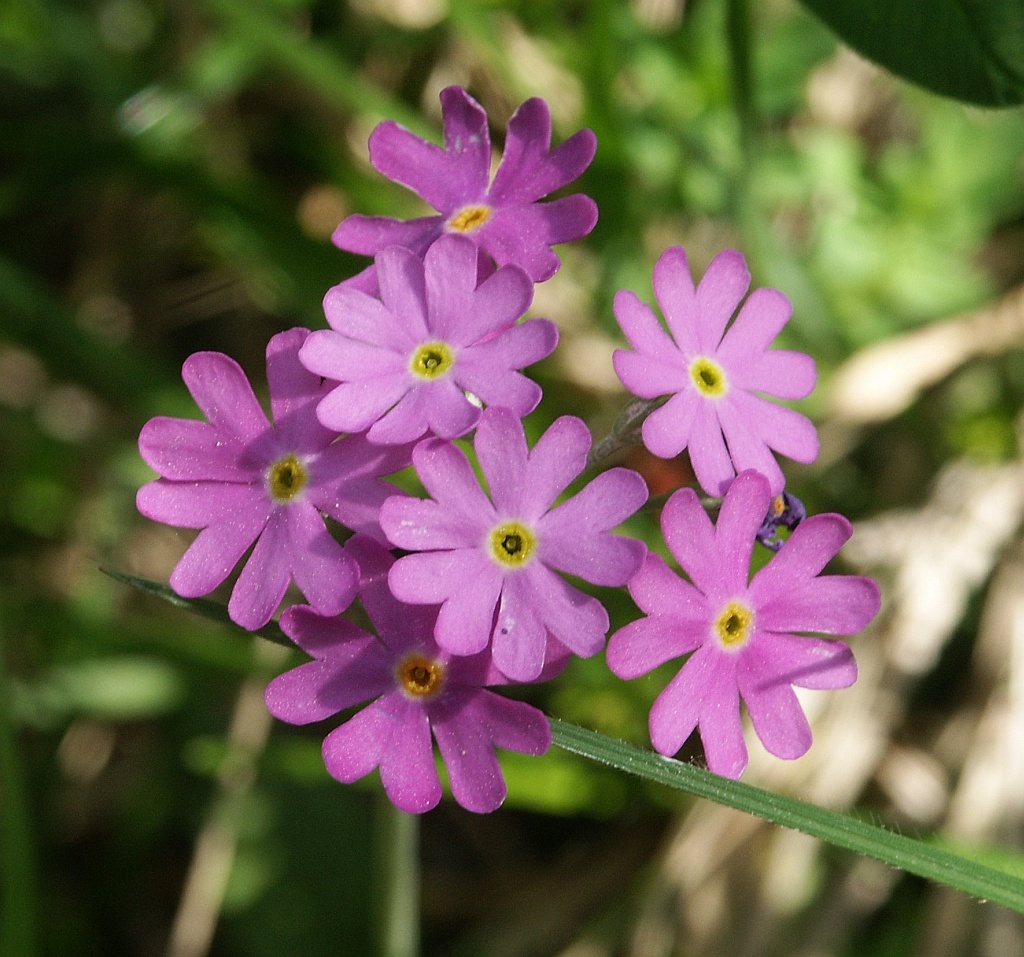
Mehlprimel

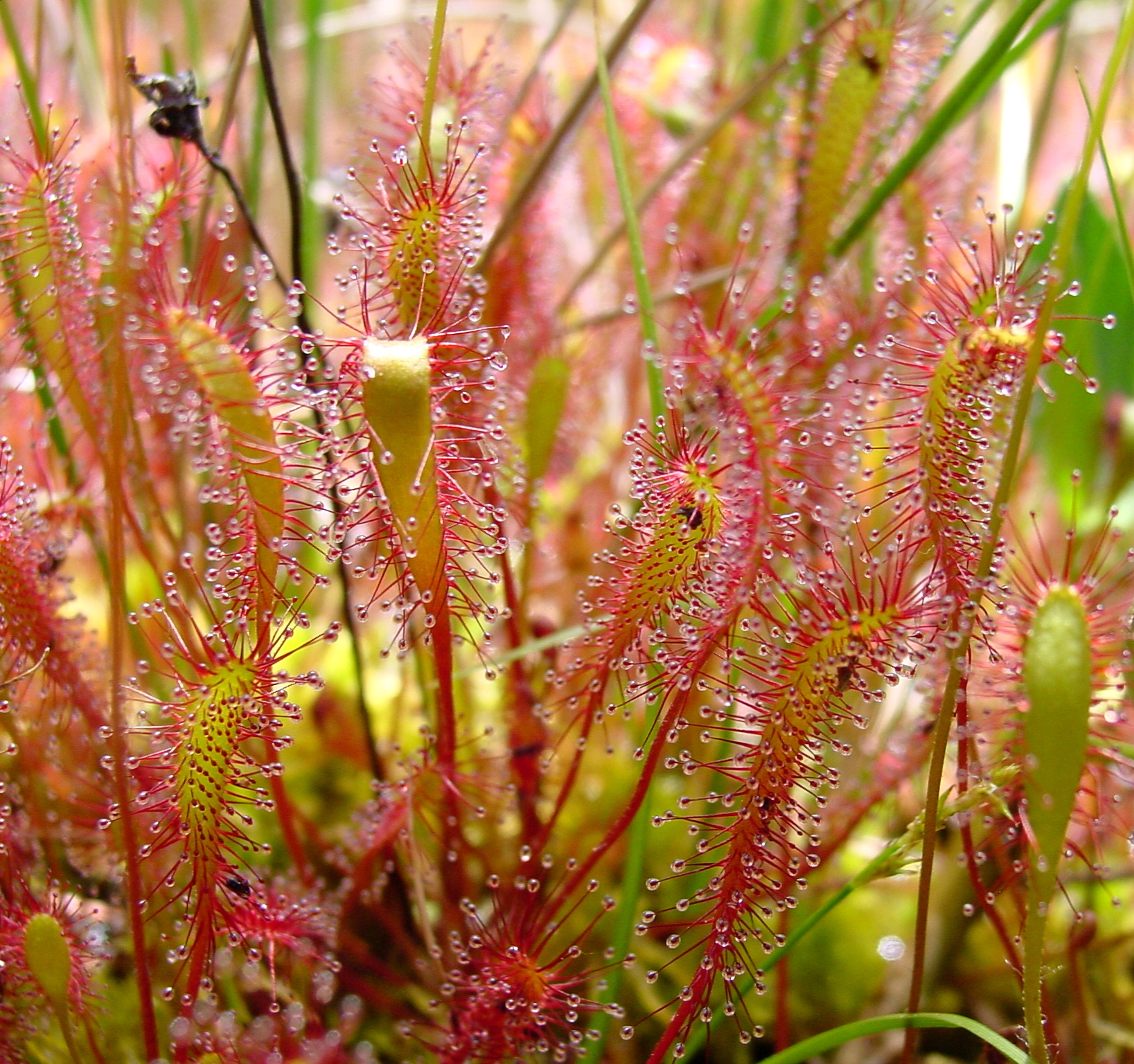
Langblättriger Sonnentau

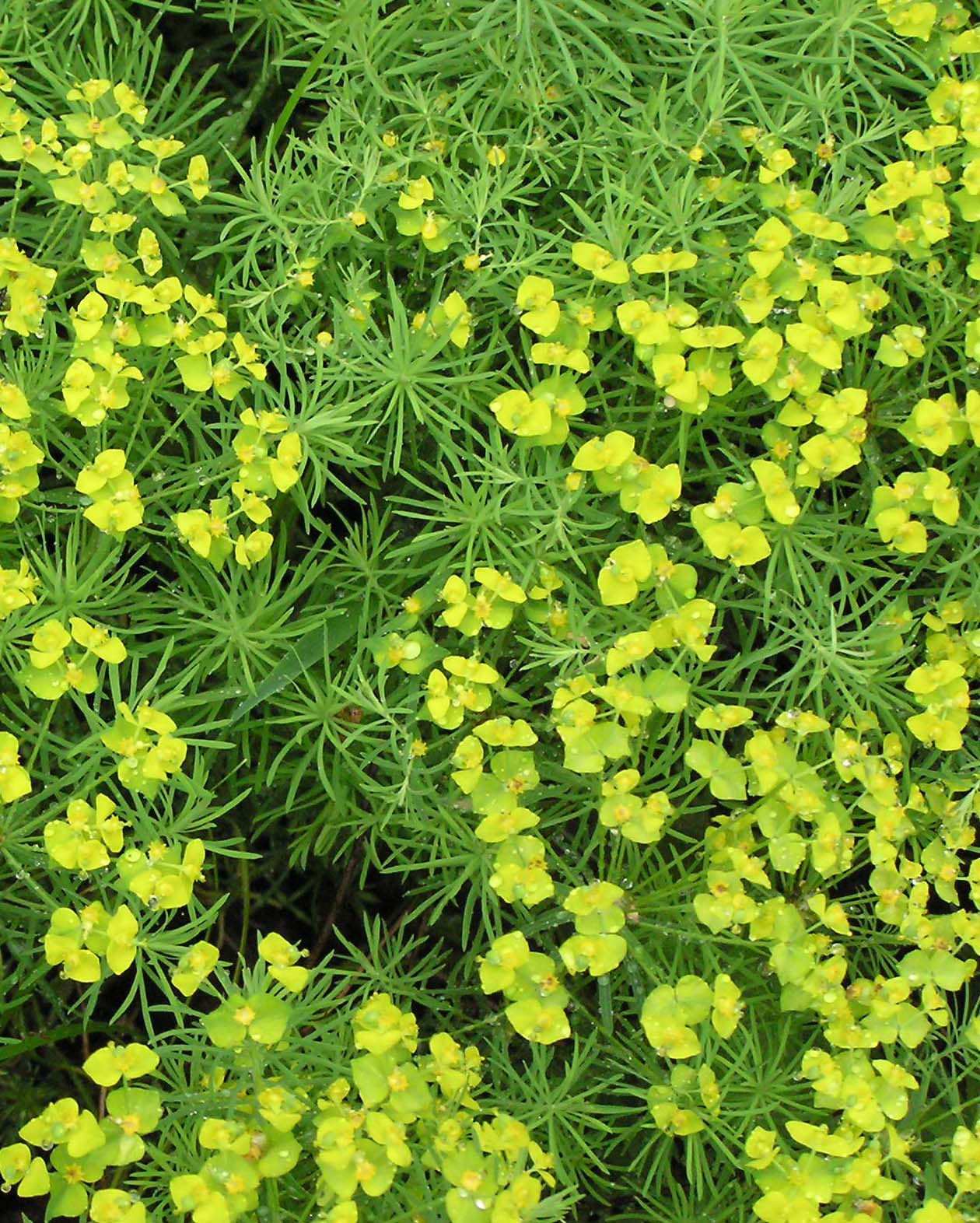
Zypressen-Wolfsmilch

Aus der schützenswerten Flora sind folgende Pflanzenarten (Auswahl) zu nennen:
- Bärlappgewächse
  - (Gewöhnlicher) Sumpf-Bärlapp oder Moorbärlapp (Lycopodiella inundata)
- Binsengewächse
  - Flatter-Binse (Juncus effusus)
- Birkengewächse
  - Hänge-Birke (Betula pendula)
  - Moor-Birke (Betula pubescens), auch Haar-, Besen- oder Behaarte Birke genannt
- Blumenbinsengewächse
  - Blumenbinse oder Blasenbinse (Scheuchzeria palustris)
- Brennnesselgewächse
  - Große Brennnessel (Urtica dioica)
- Doldenblütler
  - Arznei-Engelwurz oder Echte Engelwurz (Angelica archangelica)
  - Giersch (Aegopodium podagraria), die einzige in Europa vorkommende Art der Gattung Aegopodium
  - Sumpf-Haarstrang oder Ölsenich (Peucedanum palustre)
- Enziangewächse
  - Schwalbenwurz-Enzian (Gentiana asclepiadea)
- Fieberkleegewächse
  - Fieberklee oder Bitterklee (Menyanthes trifoliata)
- Flockenblumen
  - Wiesen-Flockenblume (Centaurea jacea)
- Froschlöffelgewächse
  - Gewöhnlicher Froschlöffel (Alisma plantago-aquatica)
- Geißblattgewächse
  - Gewöhnlicher Teufelsabbiss (Succisa pratensis)
  - Kleiner Baldrian (Valeriana dioica)
- Hahnenfußgewächse
  - Sumpfdotterblume (Caltha palustris)
- Heidekrautgewächse
  - Besenheide (Calluna vulgaris), auch als Heidekraut oder Erika bezeichnet
  - Heidelbeere (Vaccinium myrtillus)
  - Rauschbeere (Vaccinium uliginosum)
  - Rosmarinheide (Andromeda polifolia), auch Polei-Gränke, Lavendel-, Poleirosmarinheide oder Sumpfrosmarin genannt
- Johanniskrautgewächse
  - Geflügeltes Johanniskraut (Hypericum tetrapterum)
- Kieferngewächse
  - Bergkiefer (Pinus mugo)
  - Gemeine Fichte (Picea abies), auch Rotfichte genannt
  - Waldkiefer (Pinus sylvestris), auch Gemeine Kiefer, Rotföhre, Weißkiefer oder Forche genannt
- Knöterichgewächse
  - Wiesen-Sauerampfer (Rumex acetosa), auch Großer Sauerampfer oder nur Sauerampfer genannt
- Korbblütler
  - Bach-Kratzdistel (Cirsium rivulare)
  - Gewöhnliche -, Gemeine - oder auch Echte Goldrute (Solidago virgaurea)
  - Gewöhnliche Kratzdistel (Cirsium vulgare)
  - Niedrige Schwarzwurzel (Scorzonera humilis)
  - Steifhaariger Löwenzahn (Leontodon hispidus)
- Kreuzblumengewächse
  - Quendelblättrige Kreuzblume (Polygala serpyllifolia)
  - Voralpen-Kreuzblume (Polygala alpestris)
- Kreuzdorngewächse
  - Faulbaum (Frangula alnus)
- Lippenblütler
  - Ackerminze (Mentha arvensis)
- Nachtkerzengewächse
  - Sumpf-Weidenröschen (Epilobium palustre)
- Nelkengewächse
  - Kuckucks-Lichtnelke (Lychnis flos-cuculi)
- Orchideen
  - Fleischfarbenes Knabenkraut (Dactylorhiza incarnata)
  - Großes Zweiblatt (Listera ovata)
  - Mücken-Händelwurz (Gymnadenia conopsea)
  - Sumpf-Stendelwurz (Epipactis palustris)
  - Sumpf-Weichorchis (Hammarbya paludosa), eine der kleinsten und auch seltensten Orchideen, die in Europa vorkommen
  - Zweiblättrige Waldhyazinthe (Platanthera bifolia), auch Weiße Waldhyazinthe genannt
- Primelgewächse
  - Gewöhnlicher Gilbweiderich (Lysimachia vulgaris)
  - Mehlprimel oder Mehlige Schlüsselblume (Primula farinosa)
  - Strauß-Gilbweiderich (Lysimachia thyrsiflora)
- Rötegewächse
  - Moor-Labkraut (Galium uliginosum)
- Rohrkolbengewächse
  - Breitblättriger Rohrkolben (Typha latifolia)
  - Einfacher Igelkolben (Sparganium emersum)
- Rosengewächse
  - Blutwurz (Potentilla erecta)
  - Echtes Mädesüß (Filipendula ulmaria)
  - Sumpf-Blutauge (Potentilla palustris)
- Sauergrasgewächse
  - Alpen-Rasenbinse (Trichophorum alpinum)
  - Bleiche Segge (Carex pallescens)
  - Faden-Segge (Carex lasiocarpa)
  - Hirse-Segge (Carex panicea)
  - Rostrotes Kopfried (Schoenus ferrugineus)
  - Scheiden-Wollgras (Eriophorum vaginatum)
  - Schlamm-Segge (Carex limosa)
  - Schmalblättriges Wollgras (Eriophorum angustifolium)
  - Schnabel-Segge (Carex rostrata)
  - Schwarzschopf-Segge (Carex appropinquata)
  - Steife Segge (Carex elata)
  - Stern-Segge (Carex echinata)
  - Weißes Schnabelried (Rhynchospora alba)
- Simsenliliengewächse
  - Gewöhnliche Simsenlilie (Tofieldia calyculata)
- Sommerwurzgewächse
  - Wiesen-Wachtelweizen (Melampyrum pratense)
  - Sumpf-Läusekraut (Pedicularis palustris)
- Sonnentaugewächse
  - Langblättriger Sonnentau (Drosera anglica)
  - Mittlerer Sonnentau (Drosera intermedia)
  - Rundblättriger Sonnentau (Drosera rotundifolia)
- Spindelbaumgewächse
  - Sumpf-Herzblatt (Parnassia palustris), auch Studentenröschen genannt
- Süßgräser
  - Aufrechte Trespe (Bromus erectus)
  - Gemeines Zittergras (Briza media)
  - Schilfrohr (Phragmites australis)
- Veilchengewächse
  - Sumpf-Veilchen (Viola palustris)
- Wasserschlauchgewächse
  - Gemeines Fettkraut (Pinguicula vulgaris), eine fleischfressende Pflanze aus der Gattung der Fettkräuter
- Weidengewächse
  - Asch-Weide (Salix cinerea), auch Grau-Weide genannt
  - Kriech-Weide (Salix repens)
  - Ohr- oder Salbei-Weide (Salix aurita)
- Weiderichgewächse
  - Gewöhnlicher Blutweiderich (Lythrum salicaria)
- Wolfsmilchgewächse
  - Zypressen-Wolfsmilch (Euphorbia cyparissias)

### Fauna
Das Naturschutzgebiet ist Lebensraum einer ganzen Anzahl auf Hoch- und Zwischenmoore spezialisierter Libellen- und Tagfalterarten. Zusätzliche Bedeutung erfährt es als Lebensraum für Amphibien.

#### Amphibien
- Echte Frösche
  - Teichfrosch (Rana esculenta), ungenauer auch Wasserfrosch genannt

#### Insekten
Libellen
- Falkenlibellen

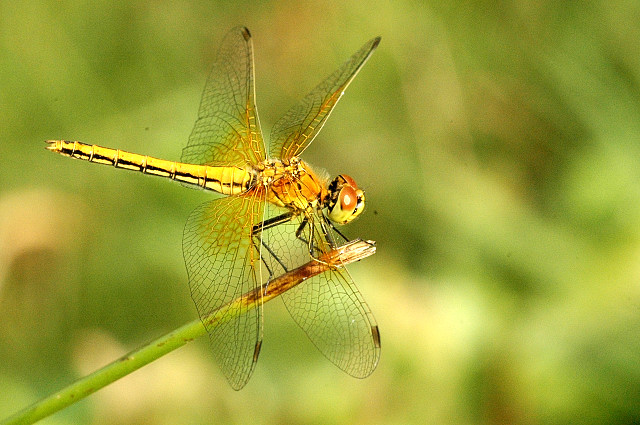
Gefleckte Heidelibelle ♀

  - Falkenlibelle oder auch Gemeine Smaragdlibelle (Cordulia aenea)
- Schlanklibellen
  - Gemeine Becherjungfer (Enallagma cyathigerum)
- Segellibellen
  - Gefleckte Heidelibelle (Sympetrum flaveolum)
  - Gemeine Heidelibelle (Sympetrum vulgatum)
  - Große Moosjungfer (Leucorrhinia pectoralis)
  - Schwarze Heidelibelle (Sympetrum danae)

Schmetterlinge
- Bläulinge

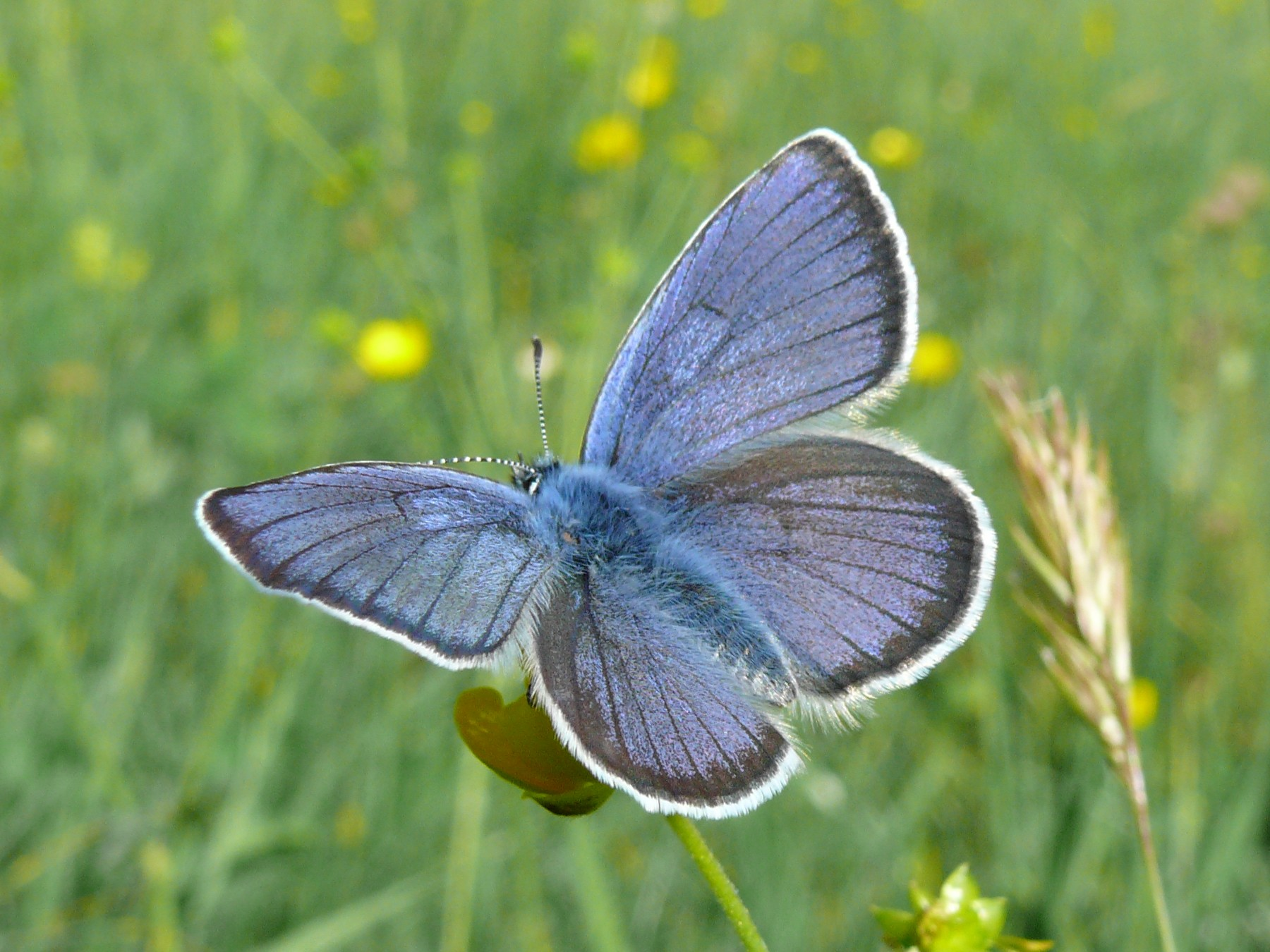
Rotklee-Bläuling ♂

  - Geißklee-Bläuling (Plebejus argus), oft auch Argus-Bläuling genannt
  - Rotklee-Bläuling (Polyommatus semiargus)
- Edelfalter
  - Baldrian-Scheckenfalter oder Silberscheckenfalter (Melitaea diamina)
  - Brauner Waldvogel (Aphantopus hyperantus), auch als Schornsteinfeger bezeichnet
  - Braunfleckiger Perlmuttfalter (Boloria selene)
  - Großes Wiesenvögelchen (Coenonympha tullia)
  - Hochmoor-Perlmuttfalter (Boloria aquilonaris)
  - Kleines Wiesenvögelchen (Coenonympha pamphilus), auch als Kleiner Heufalter bezeichnet
  - Mädesüß-Perlmuttfalter oder Violetter Silberfalter (Brenthis ino)